# ایساک تراساس
ایساک تراساس (اسپانیایی: Isaac Terrazas‎؛ زادهٔ ۲۳ ژانویهٔ ۱۹۷۳) بازیکن فوتبال اهل مکزیک بود.
از باشگاه‌هایی که در آن بازی کرده‌است می‌توان به باشگاه فوتبال آمریکا اشاره کرد.
وی همچنین در تیم ملی فوتبال مکزیک بازی کرده‌است.